# Erateina cormasa
Erateina cormasa là một loài bướm đêm trong họ Geometridae.